# Willy Kurth

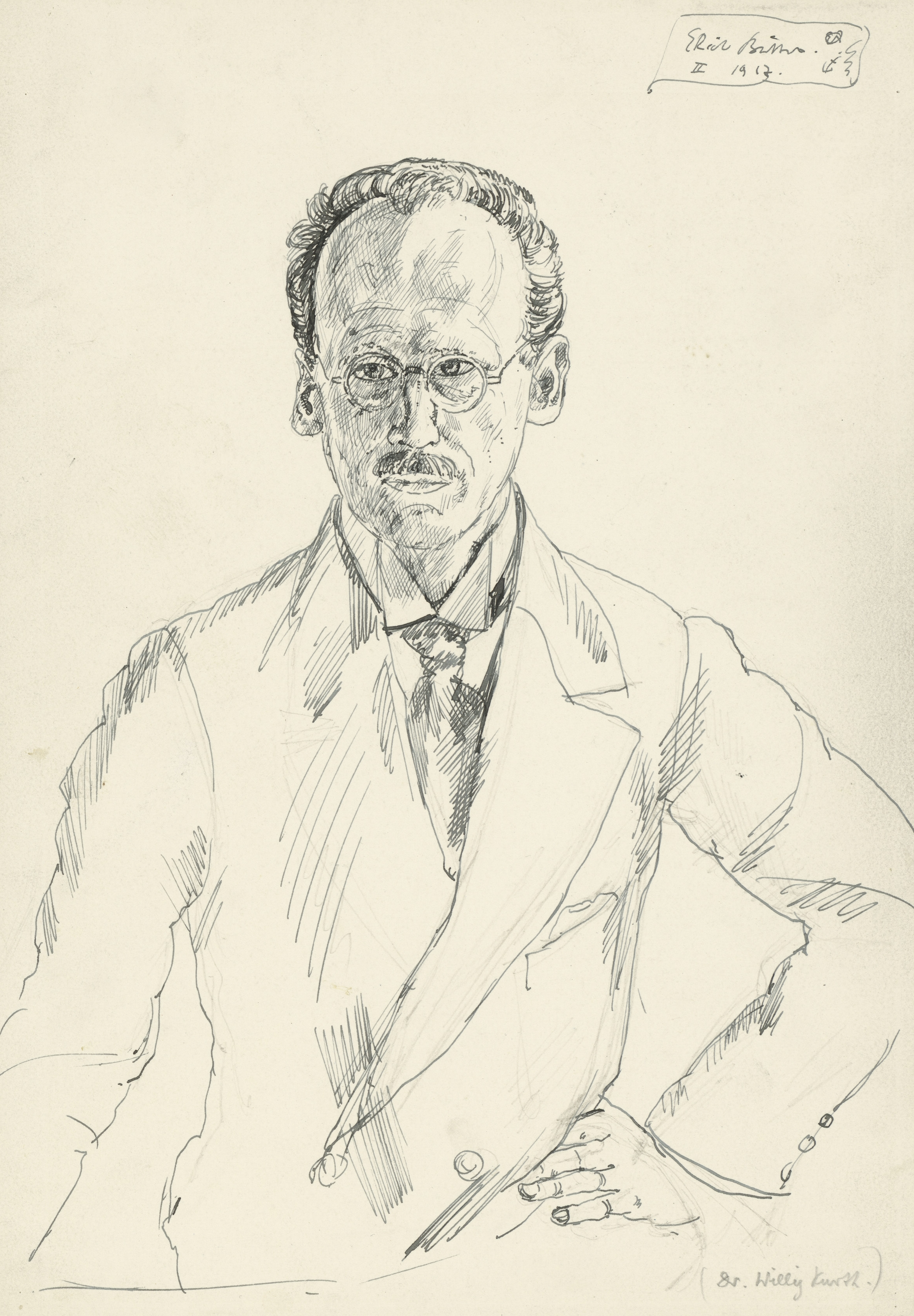
Federzeichnung Kurths von Erich Büttner (1917)

Willy Kurth (Wilhelm Carl Albert Kurth) (* 21. November 1881 in Berlin; † 28. Dezember 1963 in Oberhof) war ein deutscher Kunsthistoriker.

## Leben
Willy Kurth war Sohn eines Beamten. Er besuchte von 1887 bis 1897 das Sophien-Realgymnasium in Berlin. Von 1901 bis 1903 studierte er Malerei an der Berliner Akademie für Bildende Künste. Später legte er das Abitur am humanistischen Leibniz-Gymnasium ab. Von 1908 bis 1912 studierte er Kunstgeschichte, Klassische Archäologie und Geschichte an der Berliner Friedrich-Wilhelms-Universität und wurde dort 1912 promoviert. Von 1913 bis 1946 war er Abteilungsleiter der Berliner Staatlichen Museen. Er wurde 1924 Kustos im Kupferstichkabinett und 1930 zum Professor ernannt.
1945 trat Kurth der SPD bei. Später war er Mitglied der SED und Vertrauter von Wilhelm Pieck. Von 1946 bis 1963 war er Direktor (ab 1956 Generaldirektor) der Staatlichen Schlösser und Gärten Potsdam-Sanssouci.
Von 1946 bis zu seinem Tode lehrte er außerdem Kunstgeschichte an der Humboldt-Universität in Berlin. Seit dem Weggang von Wolfgang Sörrensen 1950 lehrte er am dortigen Institut für Gartenkunst und Landschaftsgestaltung (ab 1951: Institut für Garten- und Landeskultur) auch das Fach Geschichte der Gartenkunst. Zu seinen Schülern gehörten dort Dieter Hennebo und Harri Günther. Er bezeichnete sich als „Propädeutiker der Gartenkunst“. Er war u. a. 1951 bei der Käthe-Kollwitz-Ausstellung der Akademie der Künste maßgeblich an der Ausstellungskonzeption und der wissenschaftliche Bearbeitung des Katalogs beteiligt.
1953 erhielt er den Nationalpreis der DDR II. Klasse. 1955 wurde er Ehrenbürger der Stadt Potsdam. 1956 wurde ihm der Vaterländischen Verdienstorden in Silber verliehen. Kurth verstarb im Alter von 82 Jahren während eines Urlaubsaufenthaltes in Oberhof und wurde auf dem Friedhof in Potsdam-Bornstedt bestattet.

## Leistungen
Willy Kurth hatte sich einen Namen als Autor und Herausgeber zahlreicher Bücher über bedeutende Künstler des 18. bis 20. Jahrhunderts gemacht. So widmete er sich dem Lebenswerk des Bildhauers Johann Gottfried Schadow und schrieb unter anderen über das Werk Das Grabmal des Grafen von der Mark im Der Kunstbrief. Er schrieb über Ernst Barlach, Vincent van Gogh, Max Liebermann, Otto Nagel, Paul Hans Ohmert, Adolph von Menzel und Friedrich II.

## Willy Kurth und die Aktion „Entartete Kunst“
Wie die langjährige Kuratorin am Kupferstichkabinett Anita Beloubek-Hammer erforschte, hat Kurth durch großen Mut und kluge List eine große Zahl von Kunstwerken dem Zugriff der Nationalsozialisten entzogen, die bereits durch eine Beschlagnahmekommission für die Ausstellung „Entartete Kunst“ ausgewählt waren. In einer ersten Beschlagnahmeaktion am 7. Juli 1937, einem Sonnabend, verlor das Kupferstichkabinett circa 113 Graphiken inklusive der zugehörigen Karteikarten. Weder der Direktor noch Kurth waren im Museum anwesend.
Am 14. August 1937 erfolgte eine zweite Beschlagnahmeaktion, bei der bereits beim Vorlegen der Werke manipuliert wurde. Der ehemalige Volontär der Nationalgalerie Wolfgang Schöne (1910–1989) berichtete:

„Kasten für Kasten wurden ihnen in rasender Eile vorgelegt, so daß die Herren nach einer Stunde wohl ganz verwirrt waren. Sie haben in 2 bis 2 ½ Stunden ca. 2000 Blatt durchgesehen, wovon sie 588 beschlagnahmten.“

Da die Kommission die etwa 600 beschlagnahmten Graphiken nur gezählt hatte, um sie in den nächsten Tagen abholen zu lassen, ohne konkrete Werkangaben zu notieren, tauschten Kurth und Schöne bedeutende der beschlagnahmten Werke – vor allem Figürliches und Farbiges – gegen belanglosere Motive – etwa Landschaften –, zudem setzten sie Dubletten ein und haben augenscheinlich weniger bedeutende Künstler – zum Beispiel Paul Kleinschmidt und Rudolf Grossmann – verstärkt zu den beschlagnahmten Werken gelegt. Nur die festgehaltene Zahl der Beschlagnahmen musste stimmen.
Dadurch konnten mehrere Hundert Graphiken der Moderne vor der Beschlagnahme gerettet werden. Das betrifft besonders die Künstler Lovis Corinth, Edvard Munch und Käthe Kollwitz, von denen bereits damals fast das gesamte graphische Werk mit jeweils über 200 Blättern im Kabinett vorhanden war und nur wenig der Aktion zum Opfer fielen. Weitere Schwerpunkte der Rettung waren: Ernst Ludwig Kirchner (über 80 Werke), Max Beckmann (88), Emil Nolde (49), E. Heckel (43), Wilhelm Lehmbruck (22), Ernst Barlach (170 – vorwiegend aus Mappen), Oskar Kokoschka (40) und Pablo Picasso (14 Einzelwerke und 30 Illustrationsradierungen).  Die internationale Moderne legte er der Beschlagnahmekommission gar nicht erst vor. So blieben die Sammlungen von Matisse,  Picasso oder van Gogh komplett erhalten. Seine Rettungsaktion vertuschte er durch irreführende Einträge in die Inventare. Die zurückgehaltenen Werke wurden an allen möglichen Orten im Kupferstichkabinett untergebracht und tauchten Jahrzehnte später an verschiedensten Orten wieder auf, etwa in Altmeistermappen oder auch in Kurths Büro.
2024 würdigte die Ausstellung Die gerettete Moderne im Berliner Kupferstichkabinett seine Bemühungen.
Kurths Bestreben war es, nicht nur historisches Tatsachenmaterial auszubreiten, sondern den Leser zu einem wirklichen Verständnis der Kunst hinzuführen und ihre Bedeutung für die Gegenwart zu erschließen. Er schrieb auch viel über die Schlösser und Gärten von Sanssouci in Potsdam, über die Kunst des Federzeichnens, über altdeutsche Holzschnitt-Kunst und über Fabeln des achtzehnten Jahrhunderts. Seine Hörer lobten seine anschauliche Vortragsweise, die stets auf die Darstellung übergreifender Zusammenhänge zielte.

## Darstellung Kurths in der bildenden Kunst
- Simeon Nalbandian: Porträt des Kunsthistorikers Prof. Dr. W. Kurth, Potsdam, Stiftung Preussische Schlösser und Gärten Berlin-Brandenburg (Tafelbild, Öl; um 1958)[4]

## Schriften (Auswahl)
- Fabeln des achtzehnten Jahrhunderts. Mit 24 Kupfern von Daniel Chodowiecki. Eingeleitet und herausgegeben von Willy Kurth. Eigenbrödler-Verlag, Berlin 1923.
- (Hrsg.): Sämtliche Holzschnitte Albrecht Dürers. Berlin 1927.
- (Hrsg.): Die Mode im Wandel der Zeiten. Berlin 1929.
- Das Grabmal des Grafen von der Mark / Gottfried Schadow. Gebr. Mann, Berlin [1943].
- Sanssouci – seine Schlösser und Gärten. Berlin 1956.
- Berliner Landschaftsmalerei. Berlin 1958.
- Sanssouci. Ein Beitrag zur Kunst des deutschen Rokoko. Henschel-Verlag, Berlin 1962.